# Van Canto
Van Canto é uma banda alemã que mescla o estilo a cappella com o estilo heavy/power metal, criando um estilo que eles chamam de "hero-metal a cappella". Composta por cinco vocalistas e um baterista (Bastian Emig), não há teclados, baixo ou guitarras nas canções. Dois dos vocalistas ("Hagel" e Inga Scharf) cantam da maneira convencional, enquanto que os outros três cantam riffs de guitarra e linhas de baixo, sendo Stefan Schmidt ("Stef") e Ross Thompson os "guitarristas" e Jan o "baixista". Stefan chega a fazer solos em algumas canções. Amplificadores ajudam os músicos a cantarem com distorções que aproximam suas vozes aos sons de uma guitarra.
Alguns membros da banda tocam instrumentos em outras bandas e a banda geralmente usa o piano para compor a base de suas músicas.

## Biografia
Assim que a banda foi fundada, lançou seu álbum de estreia A Storm to Come, lançado pela gravadora General Schallplatten. Tinha sete faixas originais e dois covers, sendo um da canção "Battery" do Metallica e outro da canção "Stora Rövardansen" do filme Ronja Rövardotter. Três canções ganharam vídeos: "The Mission", "Battery" e "Rain". No dia 30 de setembro de 2007, eles anunciaram um novo baterista, Bastian Emig, para substituir Dennis Strillinger. Em dezembro, assinaram um acordo mundial com a GUN Records/Sony BMG. No mesmo mês, anunciaram que participariam do Wacken Open Air de 2008. Também anunciaram o segundo álbum, Hero. O álbum foi lançado em 16 de setembro de 2008 com o produtor Charlie Bauerfeind.
Van Canto fez uma turnê pela América do Sul entre 23 de junho e 2 de julho de 2008. A maior parte das apresentações foi feita no Brasil, terra natal de Ike. Logo depois, voltaram para a Alemanha para tocar no Wacken. Uma nova canção, "Speed of Light", foi lançado como um single digital em 8 de agosto, acompanhada de um vídeo.
Em 2009, a banda começou a gravar o seu terceiro álbum, Tribe of Force, com Charlie e a gravadora Napalm Records. O álbum (anunciado no site da gravadora Nuclear Blast tem 13 faixas, sendo dois covers ("Master of Puppets" do Metallica e "Rebellion" do Grave Digger) e três com participações especiais de vocalistas de outras bandas: Victor Smolski (do Rage) em "One To Ten", Tony Kakko (do Sonata Arctica) em "Hearted" e Chris Boltendahl (do Grave Digger) em "Rebellion".
Recentemente, Van Canto anunciou em seu site que a banda fará participações especiais nos novos álbuns das bandas Blind Guardian e Grave Digger (At the Edge of Time e sem-título, respectivamente); e da cantora Tarja (What Lies Beneath, na faixa "Anteroom of Death").
Em novembro de 2015, a banda anunciou que Ingo "Ike" Sterzinger os deixaria para focar em outros projetos, e que ele seria substituído por Jan, do coral de Stimmgewalt. Em 11 de março de 2016, a banda lançará seu sexto disco, a metal opera Voices of Fire. Em 18 de janeiro, lançaram o lyric vídeo da primeira faixa do disco, "Clashings on Armour Plates".
Em agosto de 2017, anunciaram a saída do vocalista Dennis "Sly" Schunke. Logo depois, anunciaram que Ike voltaria ao van Canto em estúdio e em alguns shows e que o novo vocalista masculino principal seria "Hagel".
Em 2021, lançaram seu oitavo álbum de estúdio, To the Power of Eight, tendo Sly de volta nos vocais, embora apenas como convidado.

## Integrantes

### Formação atual
- "Hagel" - vocal principal (2017–atualmente)
- Inga Scharf - vocal principal (2006–atualmente)
- Stefan Schmidt ("Stef") - vocais baixos, solos de guitarra (2006–atualmente)
- Ross Thompson - vocais altos (2006–atualmente)
- Jan - vocais profundos (2015–atualmente)
- Ingo Sterzinger ("Ike") - vocais profundos (2006–2015 em tempo integral; 2017-atualmente em estúdio e alguns shows)
- Bastian Emig - bateria (2007–atualmente)

### Ex-integrantes
- Philip Dennis Schunke ("Sly") - vocal principal (2006–2017; desde 2020 como convidado)
- Dennis Strillinger ("Strilli") - bateria (2006–2007)

Van Canto ao vivo no Rockharz de 2019.
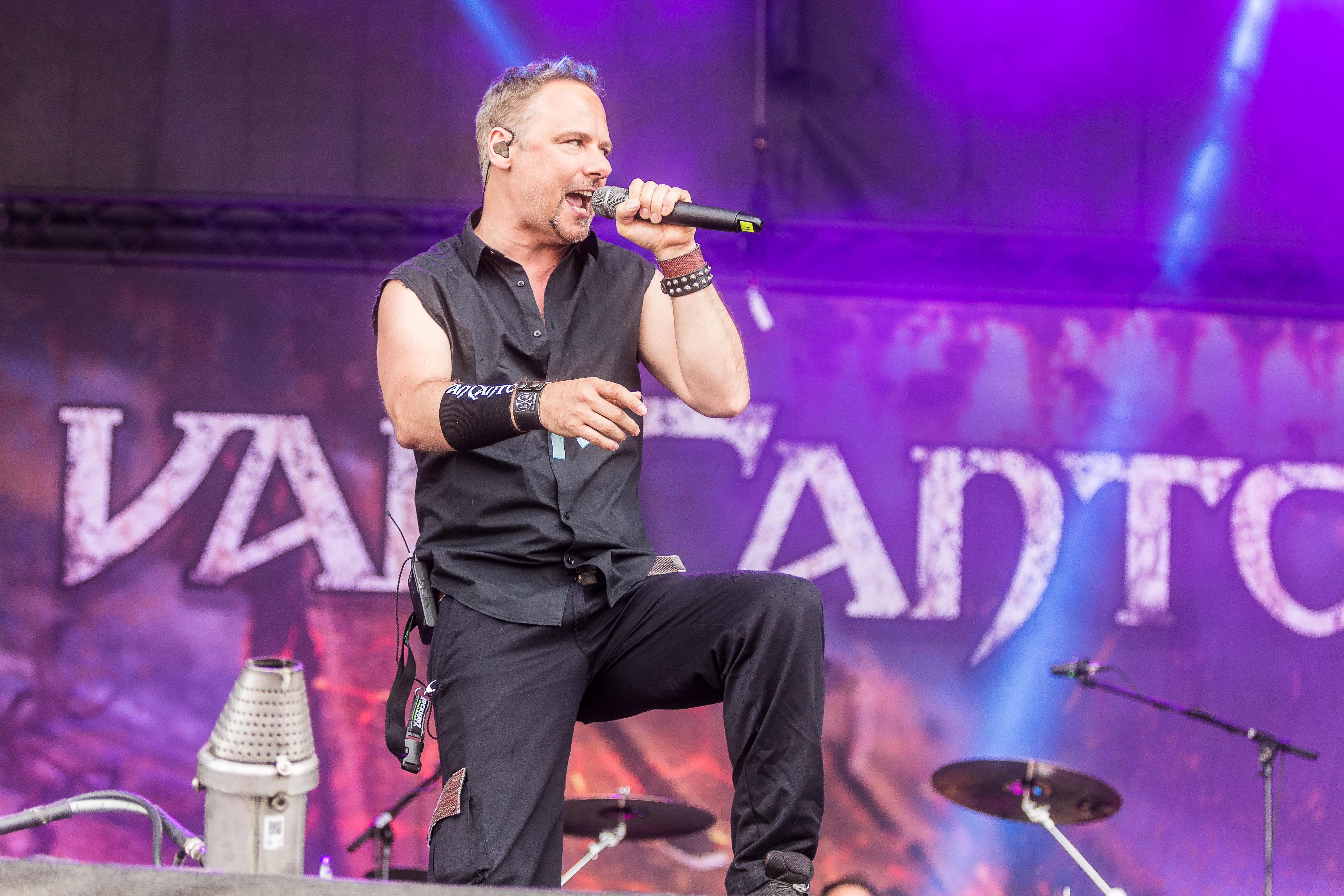
Hagen Hirschmann
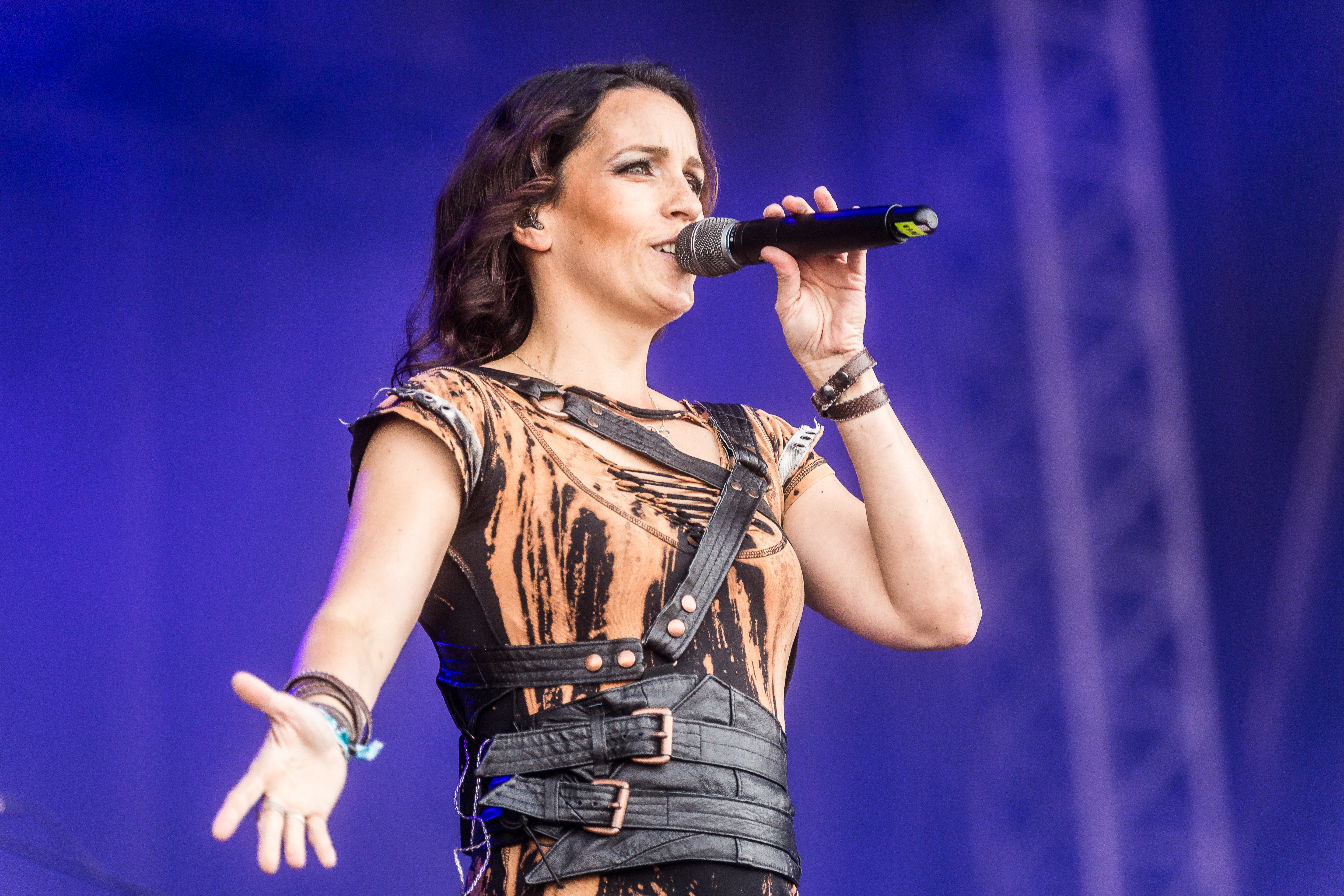
Inga Scharf
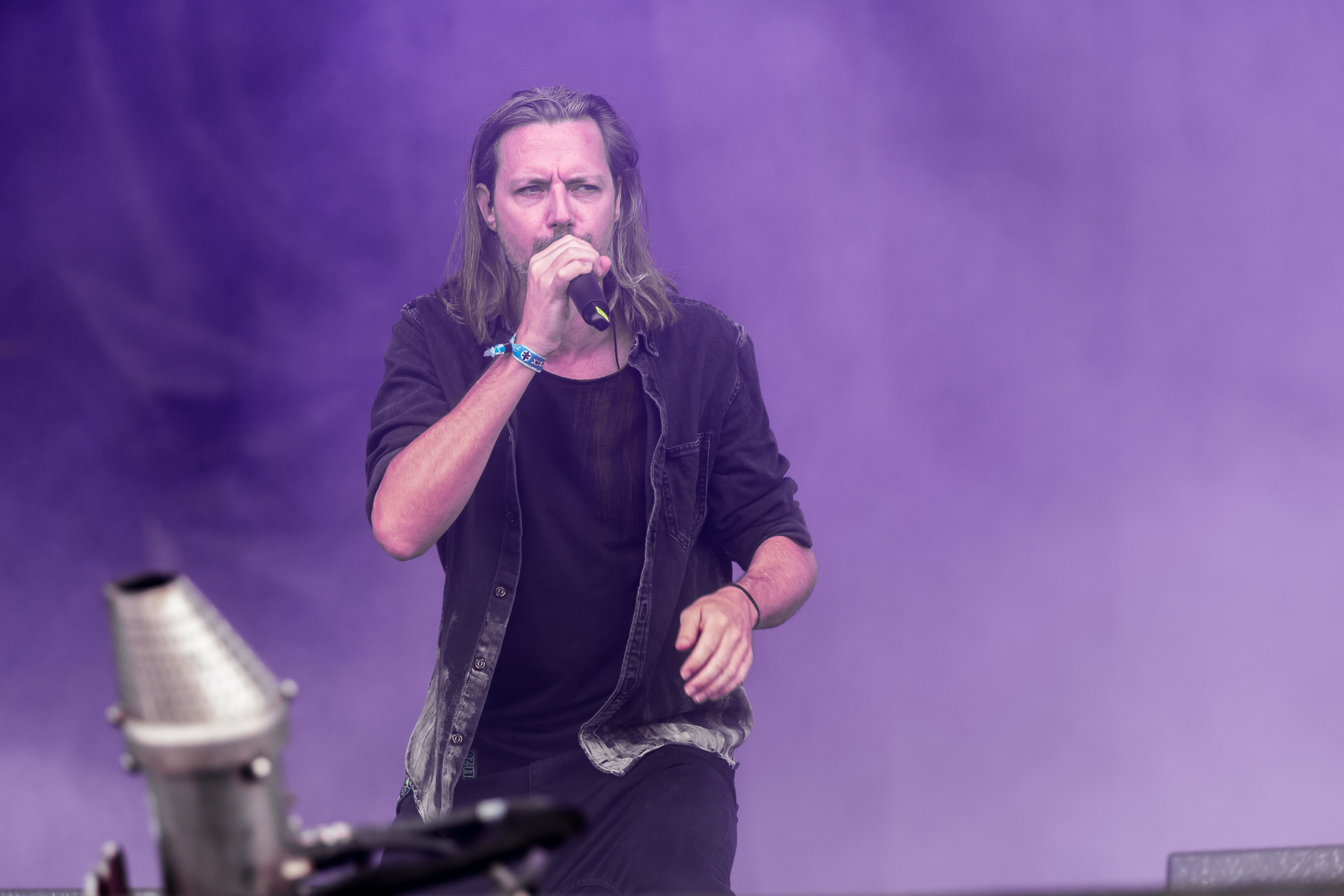
Ingo Sterzinger
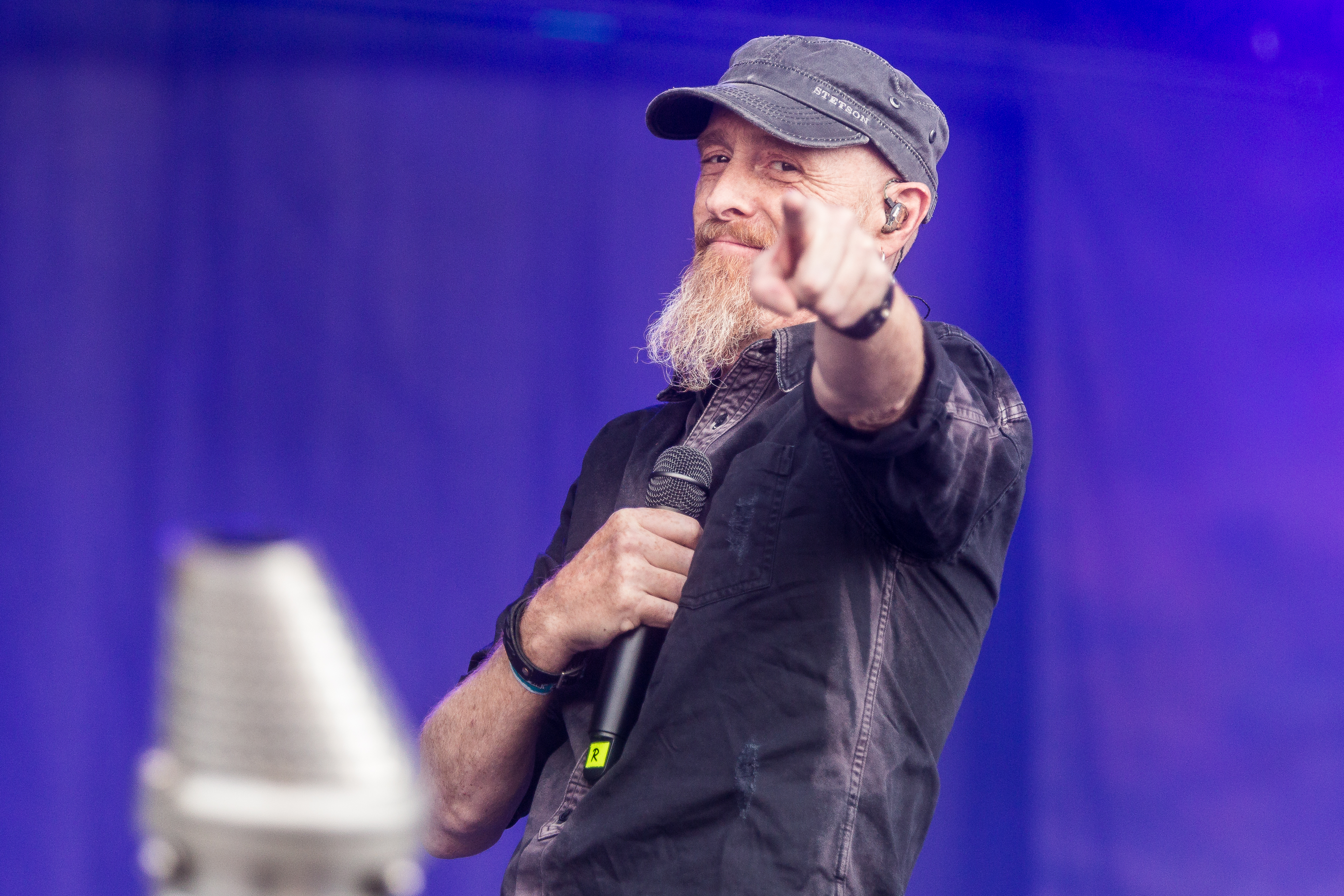
Ross Thompson
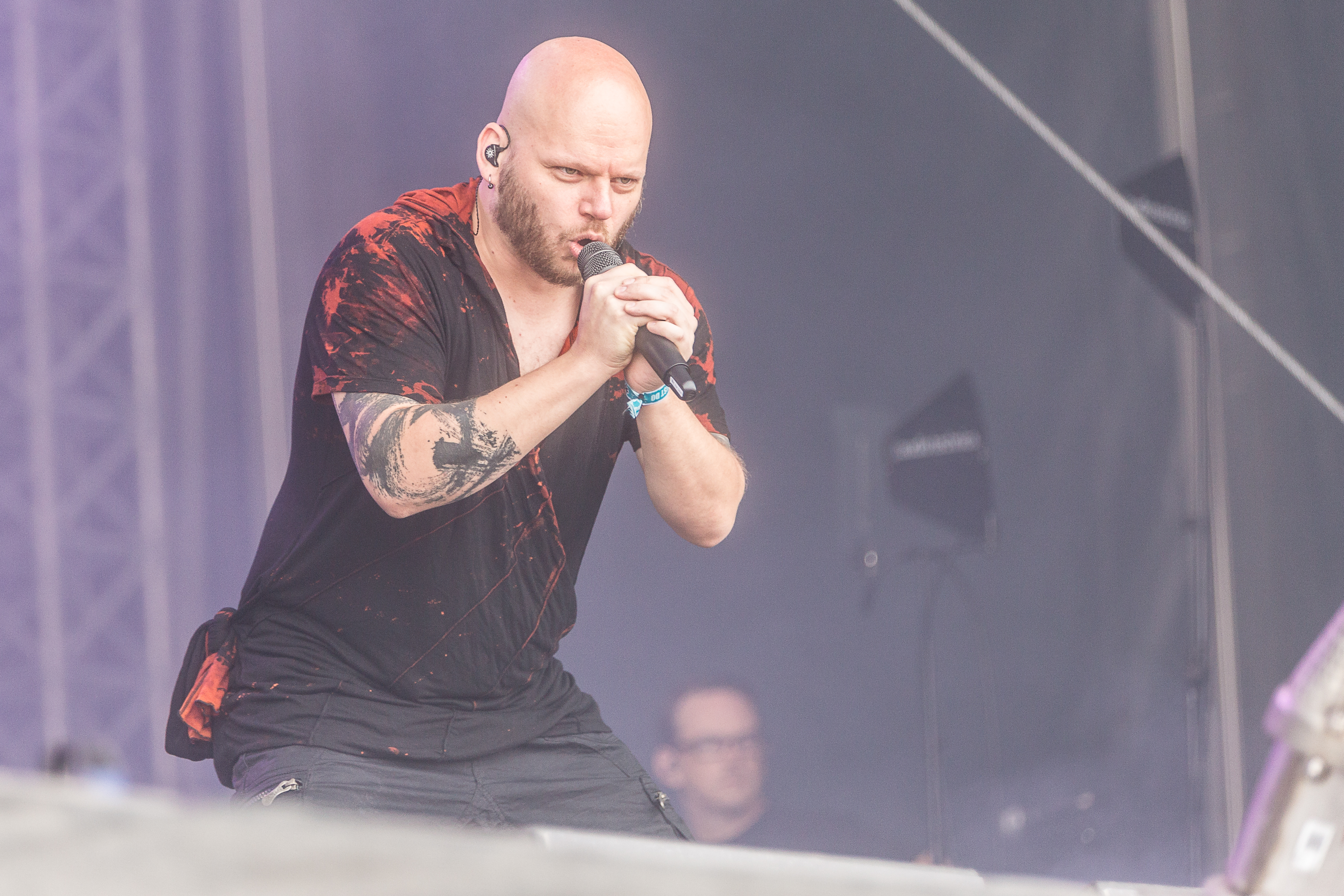
Jan Moritz
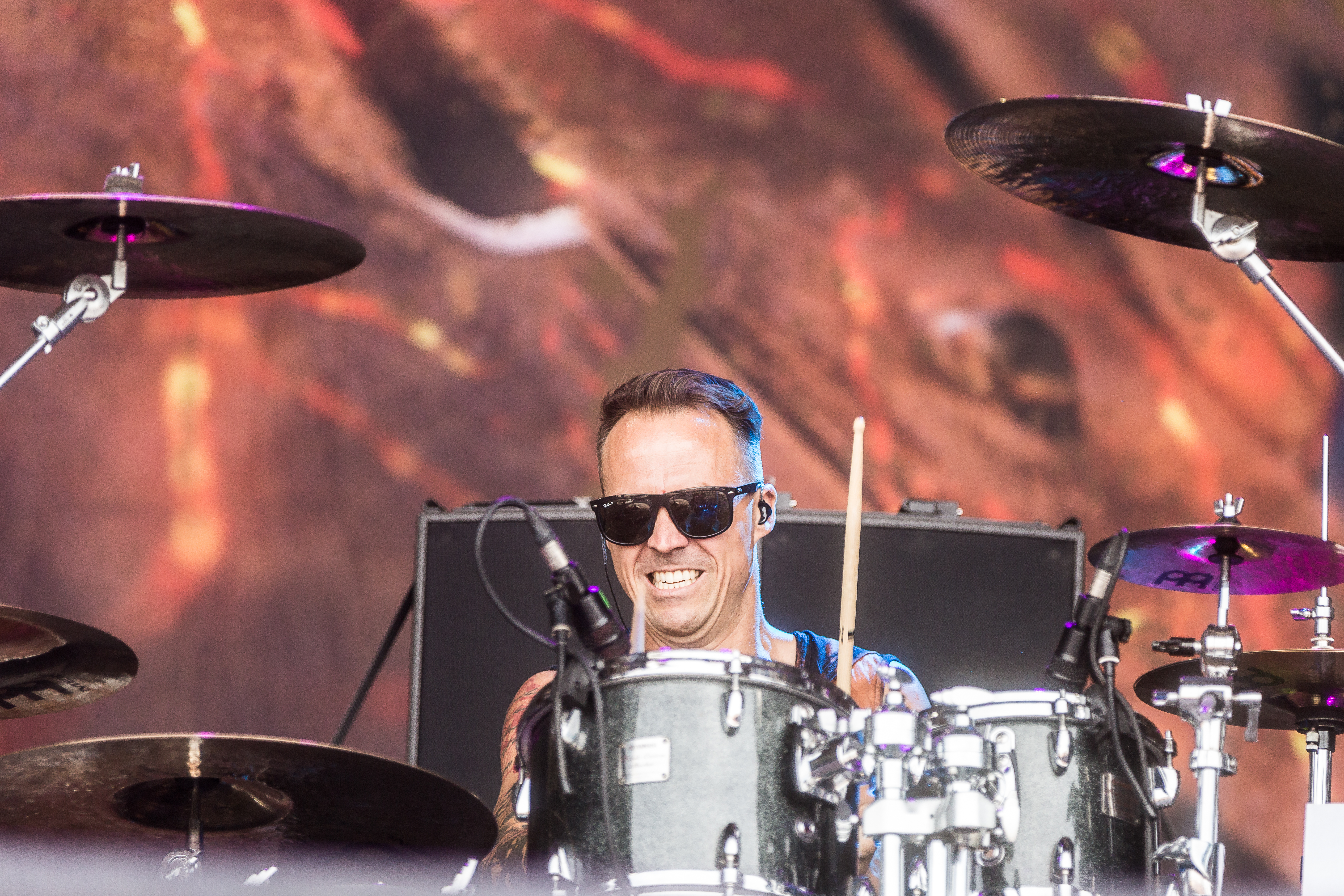
Schlagzeuger Bastian Emig
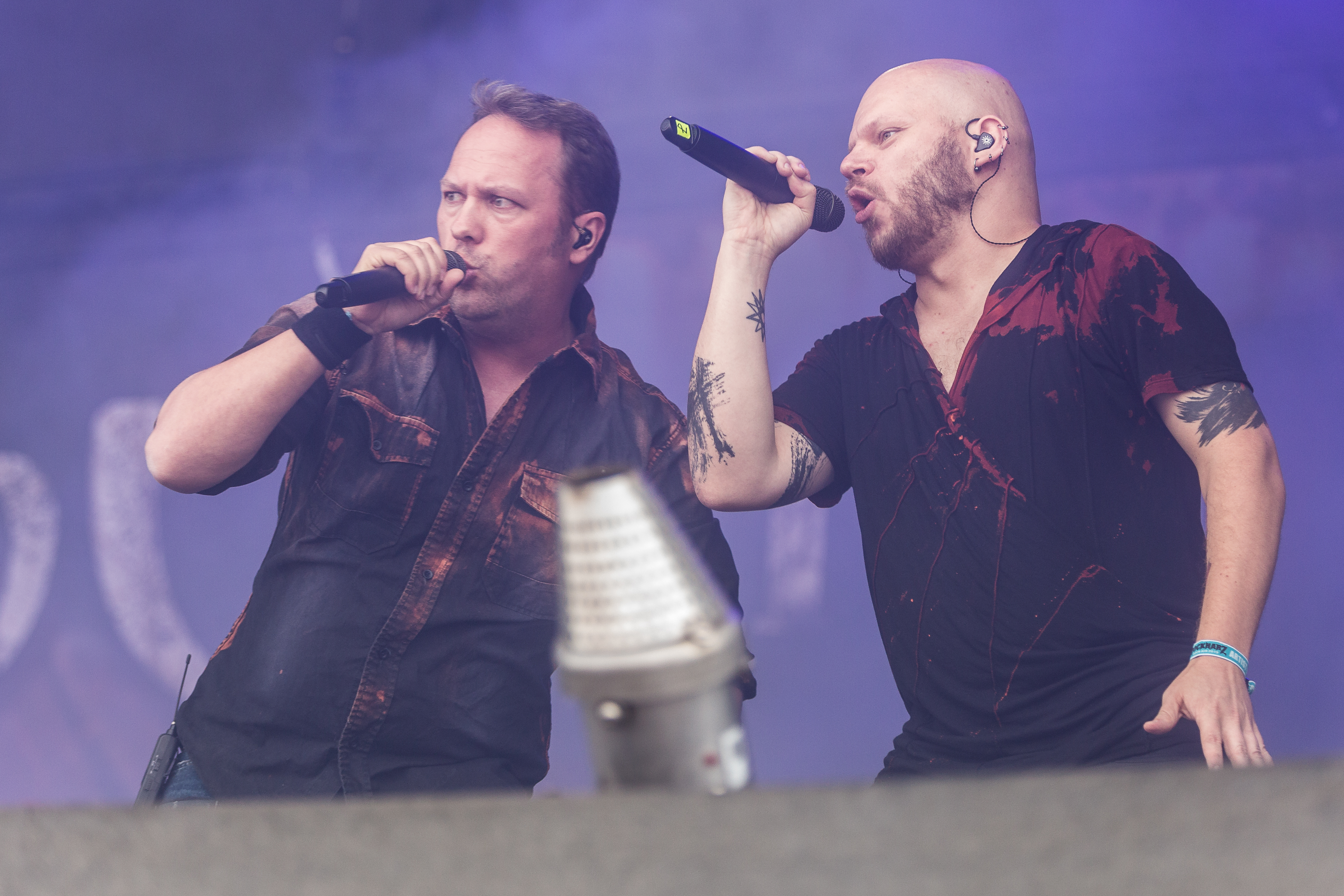
Stefan Schmidt (esquerda)

## Discografia

### Álbuns de Estúdio
- A Storm to Come (2006)
- Hero (2008)
- Tribe of Force (2010)
- Break the Silence (2011)
- Dawn of the Brave (2014)
- Voices of Fire (2016)
- Trust in Rust (2018)
- To the Power of Eight (2021)